# Praia da Ponta do Presídio
Ponta do Presídio, também conhecida como Praia do Presídio, é um praia brasileira localizada no município de Aquiraz no estado do Ceará. Fica a 43 Km da capital cearense e a 22 km da sede do município.
A origem do nome é atribuída ao fato de que serviu de prisão para os holandeses após a reconquista da capitania pelos portugueses em 1654.